# Klaviersonate Nr. 28 (Beethoven)

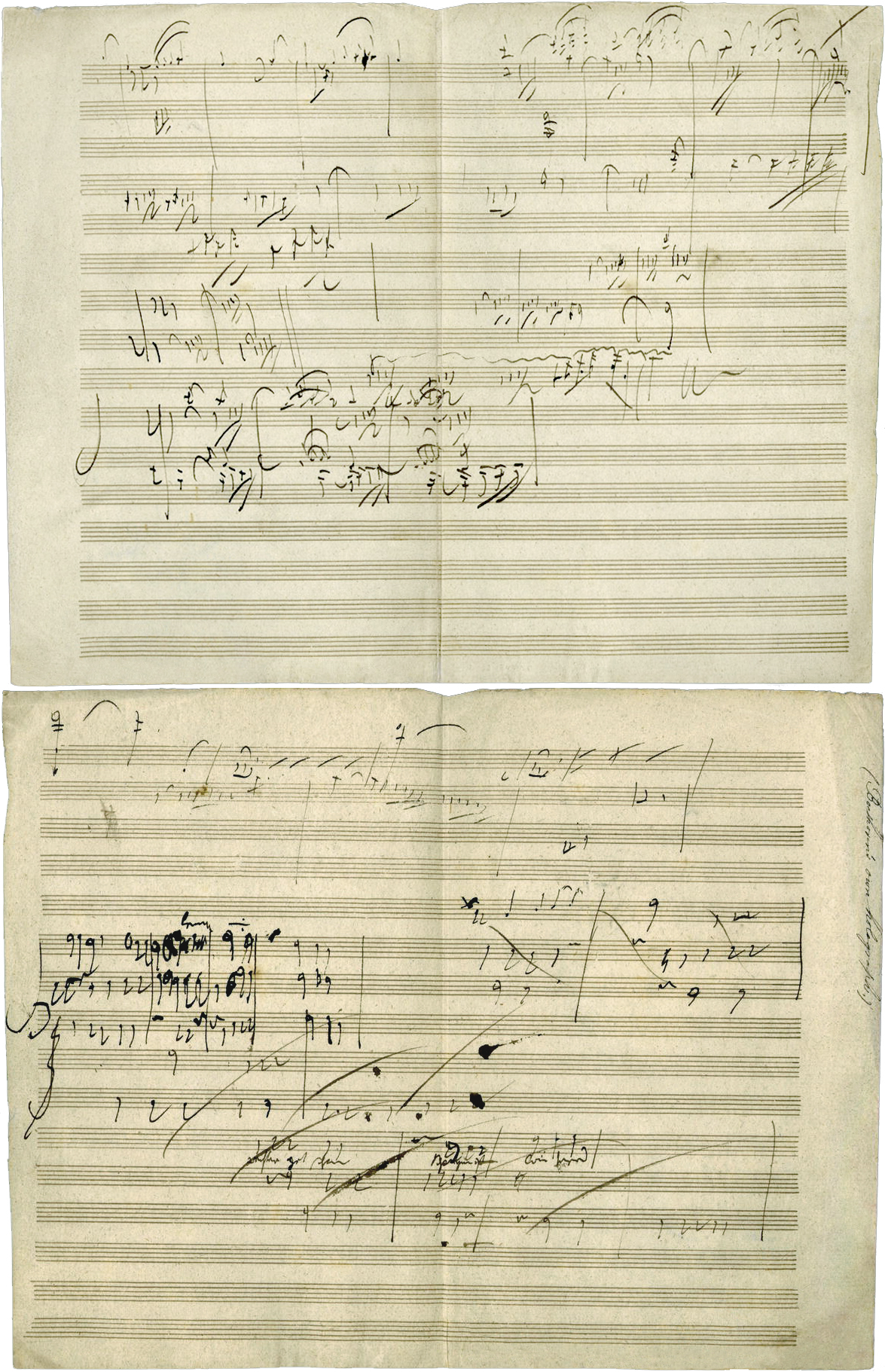
Handschriftlicher Entwurf Beethovens zum vierten Satz

Ludwig van Beethovens Klaviersonate Nr. 28 A-Dur op. 101 entstand in den Jahren 1813 bis 1816 und wurde 1817 in Wien veröffentlicht. Sie ist seiner Schülerin Dorothea von Ertmann gewidmet.
Sie verweigert sich, wie alle späten Sonaten Beethovens, den für diese Gattung üblichen formalen Konventionen. Wie zuvor in der Sonate op. 90 verwendet der Komponist deutsche Vortragsbezeichnungen, unter die er die konventionellen italienischen setzt.

Die Aufführungsdauer beträgt ca. 23 Minuten.

## Aufbau

### Erster Satz

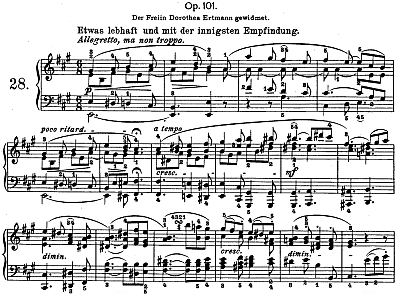
Beginn des ersten Satzes

Etwas lebhaft und mit innigster Empfindung ist ein sehr lyrischer, formal verschwommener Sonatensatz. Er beginnt anstatt in A-Dur auf der Dominante, die auch im weiteren Verlauf eigentliches tonales Zentrum bleibt. Der Satz verbleibt fast durchgängig in der anfänglichen empfindsamen Friedlichkeit, nur das Ende der Reprise mit den fortissimo-Akkorden in heftiger Dissonanz deuten bereits auf die Konflikte des zweiten Satzes hin.

### Zweiter Satz
Dieser ist Lebhaft. Marschmäßig (Vivace alla marcia) überschrieben, steht im entfernten, großterzverwandten F-Dur. Beethoven verwendet hier Streichquartett-artige Satztechniken, trotz der recht wilden und unkontrollierten Figuren bricht der Marsch immer wieder in ein piano ab. Dem Hauptteil ist ein kanonartiges Trio angeschlossen, das jedoch nicht als solches bezeichnet wird und einen kleinen Sonatensatz in sich selbst darstellt. Nach der Wiederholung des Hauptteils folgt der langsame dritte Satz, der zugleich Einleitung zum Finale ist.

### Dritter Satz
Langsam und sehnsuchtsvoll ist der dritte Satz, viele Interpreten vermeinen hier barocke Anklänge an Georg Friedrich Händel und Johann Sebastian Bach zu hören. Nach dem chromatischen Zerfließen aller Harmonien am Ende des kurzen Intermezzos steht die „Erinnerung“ an den ersten Satz, die jedoch nach wenigen Takten in ein accelerando, dann presto, und drei fermata-Triller endet. Unter diesen Trillern dann der abwärtsgerichtete Terzsprung als Ankündigung des Allegro (Geschwinde, doch nicht zu sehr, jedoch mit Entschlossenheit).

### Vierter Satz
Das Finale steht wiederum in A-Dur, ist ein Sonatensatz und verwendet durchgehend polyphone Satztechniken. Die Durchführung bildet ein Fugato, das zu den anspruchsvollsten Abschnitten Beethoven'scher Klavierkunst gehört, und womöglich nur noch von dem Fugen-Finale der Hammerklaviersonate an Schwierigkeit übertroffen wird. Der Satz zeichnet sich zudem durch besondere Schwierigkeit in der Behandlung des Instrumentes aus (piano, ma espressivo im tiefsten Bass, Quartläufe in einer Hand, Triller und Melodie in einer Hand). Der Satz endet nach einer langen pianissimo-Coda mit tiefen, trillernden Sechzehntelnoten, in einem furiosen A-Dur-Akkord-Zweitakter.